# 高瀬清
高瀬 清（たかせ きよし、1901年10月12日 - 1973年8月7日）は、日本の社会主義運動家。民人同盟会、暁民会に参加し、日本共産党の結成に携わる。

## 概説
岐阜県大野郡高山町（現・高山市）出身。早稲田大学の民人同盟会に参加し、暁民会に所属、検挙される。出獄後、大正10年（1921年）10月にコミンテルンから派遣された張太雷の要請に応じ、翌大正11年（1922年）に徳田球一とともにモスクワの極東民族大会に日本代表として参加する。スターリンから日本における共産主義活動について支持を受け、帰国後これをコミンテルン日本支部準備会に報告、第一次共産党の結成につながる。
第一次共産党事件で検挙され、出獄後に共産党を離党。その後は日本大衆党→社会大衆党で活動し戦後は日本社会党に所属、参議院選挙・衆議院選挙に立候補するものの全て落選した。1973年、心筋梗塞のため死去。墓所は多磨霊園。